# Kostas Papanastasiou

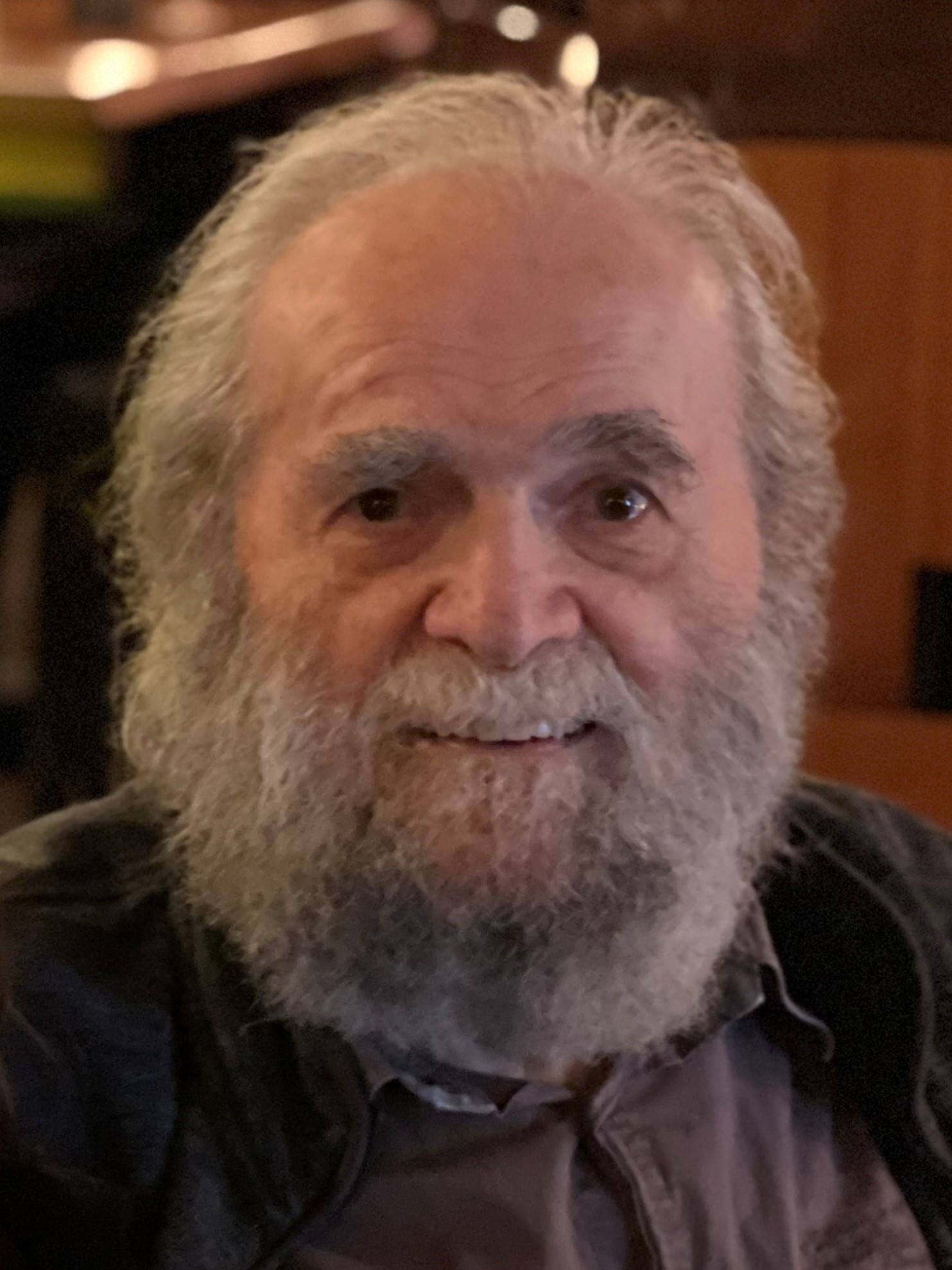
Kostas Papanastasiou (2021)

Konstantinos „Kostas“ Papanastasiou (griechisch Κώστας Παπαναστασίου; * 8. Februar 1937 in Karditsa; †  21. November 2021 in Berlin) war ein griechischer Schauspieler, Sänger, Dichter und Gastronom. Er wurde 1985 als Panaiotis Sarikakis in der Serie Lindenstraße bekannt.

## Leben und Karriere
Er studierte in Berlin Architektur und nahm Schauspielunterricht. Neben der Schauspielerei widmete er sich der Verbreitung griechischen Liedgutes – u. a. mit Liedern von Mikis Theodorakis und Georges Moustaki. Er veröffentlichte eigene Kompositionen und gab regelmäßig Konzerte.
Ab 1972 führte er das in der Grolmanstraße (zwischen Savignyplatz und Kurfürstendamm) gelegene griechische Lokal Terzo Mondo, in dem griechisches Essen serviert wird und Konzerte stattfinden. Es wurde zu einem Treffpunkt der linken Szene West-Berlins. 2017 übergab er sein Lokal an seinen Sohn, der es seitdem weiterführt.
Im deutschen Fernsehen wurde er vor allem durch die Rolle des griechischen Wirtes Panaiotis Sarikakis bekannt, die er in der Serie Lindenstraße verkörperte, von 1985 bis 1996 regelmäßig, danach bis 2012 in gelegentlichen Gastauftritten. Seine weiteren bekanntesten Filmarbeiten entstanden unter der Regie von Bernhard Wicki: 1977 Die Eroberung der Zitadelle und 1989 Das Spinnennetz. In dem Spielfilm Shots war er 2004 als Landstreicher zu sehen. Ab Juli 2010 trat er in dem Musical Inselkomödie im Theater am Schiffbauerdamm (Berliner Ensemble) auf.
Er leistete viele Jahre lang humanitäre Hilfe für Georgien. Im November 2011 gab er anlässlich seines 55-jährigen Aufenthaltes in Berlin ein Konzert im Kammermusiksaal der Berliner Philharmonie. Im Oktober 2012 wurde er für sein soziales Engagement mit dem Bundesverdienstkreuz ausgezeichnet.
Papanastasiou mischte sich in die Diskussion um die griechische Staatsschuldenkrise ein und kritisierte hierbei eine „antigriechische Stimmung“ in Deutschland, gab sich dabei aber immer noch als überzeugter Europäer.
Kostas Papanastasiou starb am 21. November 2021 im Alter von 84 Jahren in einem Berliner Krankenhaus an Nierenversagen. Er wurde in seinem Geburtsort Karditsa in Griechenland beigesetzt.

## Filmografie (Auswahl)
- 1977: Die Eroberung der Zitadelle
- 1979: Milo Milo
- 1983: System ohne Schatten
- 1985–1996, 1999–2001, 2010, 2012: Lindenstraße (Fernsehserie, 160 Folgen)
- 1986: Morena
- 1988: Liebling Kreuzberg (Fernsehserie, Folge Ehrengericht)
- 1989: Tatort: Blutspur (Fernsehfilm)
- 1989: Das Spinnennetz
- 1990: Abenteuer Airport (Fernsehserie, Folge Der letzte Flug)
- 1993: Pakt mit dem Tod (Fernsehfilm)
- 1995: Entführung aus der Lindenstraße (Fernsehfilm)
- 1999: Tanja (Fernsehserie, Folge Reise an die Sonne)
- 2001: St. Angela (Fernsehserie, Folge Du bist nicht allein)
- 2004: Shots
- 2004: Der Ferienarzt … auf Korfu (Fernsehfilm)
- 2011: Shots 1.2
- 2014: Il giovane favoloso

## Ehrungen
- 2012: Verdienstkreuz am Bande der Bundesrepublik Deutschland